# Luxettipet
Luxettipet es una ciudad censal situada en el distrito de Mancherial en el estado de Telangana (India). Su población es de 11322 habitantes (2011). Se encuentra a orillas del río Godavari.

## Demografía
Según el censo de 2011 la población de Luxettipet era de 11322 habitantes, de los cuales 5627eran hombres y 5695 eran mujeres. Luxettipet tiene una tasa media de alfabetización del 80,70%, superior a la media estatal del 67,02%: la alfabetización masculina es del 88,27%, y la alfabetización femenina del 73,29%.